# Michele Pazienza
Michele Pazienza (ur. 5 sierpnia 1982 w San Severo) – włoski piłkarz występujący na pozycji pomocnika oraz trener.
W Serie A rozegrał 270 spotkań i zdobył siedem bramek.